# Грегорианско песнопение
Грегорианското песнопение е общото название на литургичните задължителни песнопения в западноевропейските (римокатолически) църкви през Средновековието. Те са едногласни, изпълняват се от хор или солист без инструментален съпровод и представляват субстрат от най-разпространените интонации и мелодии. Дългият процес на техния подбор завършва през VII век по времето на папа Григорий Велики (590 – 604), откъдето идва наименованието им. Все още се практикува често в някои църкви и религиозни общности, по специално по време на тържествените литургии на римокатолическия ритуал.